# Bank poesi
Bank poesi er en eksperimentalfilm fra 1990 instrueret af Steen Møller Rasmussen.

## Handling
Videoen er lavet på opfordring fra Forfatterskolen som led i et projekt, hvor forfattere skulle samarbejde med videokunstnere. Første del af videoen rummer gamle filmstrimler fra fotografens 'gemmer'. Anden del af videoen er optaget i én enkelt indstilling i en bank på Gammel Kongevej.